# Comtat de Larestan
El comtat de Larestan (persa شهرستان لارستان) és una divisió administrativa de la província de Fars a l'Iran. La capital és Lar. La població estimada és de 226.000 habitants. El 1966 el comtat tenia 137.303 habitants; el 1976 tenia 183.369 habitants. La regió fou famosa per la fabricació d'armes.
Les principals ciutats són Gerash, Lar i Evaz. La llengua habitual és el lari, un dialecte persa diferent en sintaxi del persa modern. Per la seva història vegeu Laristan.
L'aigua que s'obté de pous és salobre; cisternes d'aigua de pluja existeixen a totes les poblacions. Els cultius són generalment de secà excepte a llocs concrets. Abunda el dàtil. Es produeixen també catifes. La ramaderia té certa importància; en general cal parlar de cultura agropastoral. El territori disposa de jaciments de sofre i guix, i de ferro i sal més difícils d'explotar. Hi ha també indicis de coure.